# 纪山楚墓群
 纪山楚墓群，是中国东周楚国公墓，位于湖北省荆门市沙洋县，面积12余平方公里。共有大墓22处，除一处为低洼地外，其余均为自然山岗。中小型墓葬227座。未发掘。

## 文物保护情况
1981年12月30日，以“纪山古墓群”的名义被湖北省人民政府列为第二批湖北省文物保护单位；1996年11月20日，以“纪山楚墓群”的名义被中华人民共和国国务院列为第四批全国重点文物保护单位。
其作为文物的保护范围为：东至207国道；西至纪山镇边缘与当阳市交界；北至纪山镇边缘与沙洋县十里镇交界；南至纪山镇边缘与荆州市交界，涵盖纪山镇纪山村、四方村、金桥村、郭店村、砖桥村、程新村和五龙居委会。